# Opa-locka
Opa-locka is een plaats (city) in de Amerikaanse staat Florida, en valt bestuurlijk gezien onder Miami-Dade County.

## Demografie
Bij de volkstelling in 2000 werd het aantal inwoners vastgesteld op 14.951.
In 2006 is het aantal inwoners door het United States Census Bureau geschat op 15.596, een stijging van 645 (4.3%).

## Geografie
Volgens het United States Census Bureau beslaat de plaats een oppervlakte van
11,6 km², waarvan 11,2 km² land en 0,4 km² water. Opa-locka ligt op ongeveer 2 m boven zeeniveau.

## Plaatsen in de nabije omgeving
De onderstaande figuur toont nabijgelegen plaatsen in een straal van 8 km rond Opa-locka.